# Chiesa di San Michele al Gallo
La chiesa di San Michele al Gallo era una chiesa di Milano. Situata nell'odierna via Orefici, fu soppressa nel 1788.

## Storia
Il primo documento che attesta la presenza della chiesa risale al 1385. Il nome della chiesa deriverebbe dal fatto che sul campanile della chiesa svettava un gallo dorato: la chiesa era situata all'epoca nella contrada del Gallo, prosecuzione della contrada degli Orefici, che oggi ha inglobato la via benché in un contesto urbano radicalmente cambiato. Al 1560 la chiesa risultava già parrocchiale, mentre nel XVI secolo sarebbe stata completamente ricostruita da Gerolamo Quadrio.
La chiesa fu soppressa nel 1788 e i suoi locali assegnati per l'insediamento di botteghe: rimodellata non fu tuttavia mai del tutto demolita fino ai lavori per la costruzione dell'odierna Piazza Cordusio nel 1882 in cui la zona venne completamente stravolta.

## Architettura
Prima del rifacimento di Gerolamo Quadrio, la chiesa si presentava con tre portali d'ingresso, pavimento in laterizio e copertura in legno, con sette finestre. L'aspetto dopo il rifacimento del Quadrio ci è tramandato dal Latuada: la chiesa era ad una sola nave con tre altari, il cui maggiore era ornati da marmi; la facciata della chiesa non era ornata bensì presentava ancora una struttura in cotto. Tra le cappelle della chiesa veniva segnala quella dedicata al vescovo Eligio di Noyon, protettore di orefici e gioiellieri, in cui erano presenti due quadri di Daniele Crespi.